# Wspólnota administracyjna Hofheim in Unterfranken
Wspólnota administracyjna Hofheim in Unterfranken, Wspólnota administracyjna Hofheim i. UFr. – wspólnota administracyjna (niem. Verwaltungsgemeinschaft) w Niemczech, w kraju związkowym Bawaria, w rejencji Dolna Frankonia, w regionie Main-Rhön, w powiecie Haßberge. Siedziba wspólnoty znajduje się w mieście Hofheim in Unterfranken.
Wspólnota administracyjna zrzesza jedno miasto (Stadt), jedną gminę targową (Markt) oraz cztery gminy wiejskie (Gemeinde):
- Aidhausen, 1 786 mieszkańców (stan na 31 grudnia 2011[2]), 37,30 km²[3]
- Bundorf, 897 mieszkańców, 40,24 km²
- Burgpreppach, gmina targowa, 1 378 mieszkańców, 38,76 km²
- Ermershausen, 614 mieszkańców, 9,21 km²
- Hofheim in Unterfranken, miasto, 4 978 mieszkańców, 56,36 km²
- Riedbach, 1 690 mieszkańców, 31,67 km²